# Lorena María Vargas Villamil
Lorena María Vargas Villamil (n. 27 de agosto de 1986), destacada deportista colombiana de la especialidad de Ciclismo que fue campeona suramericana en Medellín 2010.

## Trayectoria
La trayectoria deportiva de Lorena María Vargas Villamil se identifica por su participación en los siguientes eventos nacionales e internacionales:

### Juegos Suramericanos
Fue reconocido su triunfo de ser la décima quinta deportista con el mayor número de medallas de la selección de Colombia en los juegos de Medellín 2010.

#### Juegos Suramericanos de Medellín 2010
Su desempeño en la novena edición de los juegos, se identificó por ser la trigésima sexta deportista con el mayor número de medallas entre todos los participantes del evento, con un total de 3 medallas:

- , Medalla de oro: Carrera Puntos Ciclismo Pista Mujeres
- , Medalla de oro: Ciclismo Pista Scratch Mujeres
- , Medalla de oro: Ciclismo Pista Persecución Equipo Mujeres